# Hadjar Benmiloud
Hadjar Benmiloud (Amsterdam, 13 november 1989) is een Nederlandse schrijfster, columniste, feministe en radiopresentatrice. 

## Jeugd
Bemiloud heeft een Nederlandse moeder en een Frans-Algerijnse vader. Ze groeide op in Parijs, Amsterdam, Los Angeles en Zutphen en volgde middelbaar onderwijs in Warnsveld bij het Isendoorn College en in Amsterdam bij het Joke Smit College.

## Loopbaan
Benmiloud werd op 15-jarige leeftijd als jongste medewerker bij e-zine Spunk binnengehaald en publiceerde haar columns in NRC Handelsblad. Deze columns zijn in mei 2008 gebundeld in haar debuut Überpuber. In 2012 keerde ze terug bij Spunk als hoofdredacteur.
In samenwerking met regisseur Janwillem Slort schreef Benmiloud het concept en script van de theaterproductie Na Mij De Zondvloed, die in 2008 werd uitgevoerd door het Poldertheater.
Van november 2007 tot augustus 2008 presenteerde Benmiloud een radioshow voor de zender Lijn5 van de Nederlandse Programma Stichting (NPS).
Hadjar Benmiloud was van 2009-2017 een vaste columniste van het dagblad Metro. Ze had ook haar eigen rubriek in tijdschrift Viva: Hadjar bekijkt 't. 
In 2009 voltooide Benmiloud een interne radio-opleiding bij de omroep BNN. Een van haar reportages, Hadjar zegt sorry, werd genomineerd voor de RVU Radioprijs 2009.
Vanaf 2012 schreef ze een dubbelcolumn in tijdschrift FHM samen met haar persona/alter ego Fara Meganova: Hadjar v.s. Fara.
Ze stond namens de Piratenpartij op de lijst voor de gemeenteraadsverkiezingen van Amsterdam in 2014.
Eind december 2015 was ze deelneemster bij De Slimste Mens, waar ze een aflevering won en de daaropvolgende aflevering verloor.
14 februari 2016 richtte Hadjar Benmiloud het feministische platform Vileine.com op, met meer dan 50 andere Nederlandse mediamakers. In 2022 werd Vileine stopgezet omdat het doel volgens de oprichters was bereikt. Ze leverde een bijdrage aan het boek Vrouwen schrijven niet met hun tieten - Een nieuwe generatie schrijvers over alledaags seksisme, onnodige ongelijkheid en eicellen met klauwtjes. Dit boek stond onder redactie van Wiegertje Postma en werd in datzelfde jaar gepubliceerd.
Als freelance-journalist heeft ze gewerkt voor onder andere Vileine, OneWorld, Folia en Opzij.